# (6140) Kubokawa
(6140) Kubokawa (1992 AT1) – planetoida z pasa głównego asteroid okrążająca Słońce w ciągu 3,56 lat w średniej odległości 2,33 j.a. Odkryta 6 stycznia 1992 roku.